# Zoophthora bialoviezensis
Zoophthora bialoviezensis är en svampart som beskrevs av Balazy 1993. Zoophthora bialoviezensis ingår i släktet Zoophthora och familjen Entomophthoraceae.   Inga underarter finns listade i Catalogue of Life.